# Dobrești (Bihor)
Dobreşti è un comune della Romania di 5 651 abitanti, ubicato nel distretto di Bihor, nella regione storica della Transilvania.
Il comune è formato dall'unione di 8 villaggi: Cornișești, Crîncești, Dobrești, Hidișel, Luncasprie, Răcaș, Topa de Jos, Topa de Sus.
Di un certo interesse due chiese in legno ubicate sul territorio comunale: una dedicata ai SS. Arcangeli (Sf. Arhangheli) del 1725, nel villaggio di Luncasprie, l'altra dedicata all'Assunzione di Maria (Adormirea Maicii Domnului) del 1731, nel villaggio di Topa de Jos.